# Centre technique de l'emballage et du conditionnement
 (juillet 2014).
Si vous disposez d'ouvrages ou d'articles de référence ou si vous connaissez des sites web de qualité traitant du thème abordé ici, merci de compléter l'article en donnant les références utiles à sa vérifiabilité et en les liant à la section « Notes et références ».
Le Centre technique de l'emballage et du conditionnement (PACKTEC) est un centre technique tunisien d'intérêt public et économique placé sous la tutelle du ministère de l'Industrie.
Le PACKTEC est créé en 1996 pour développer et promouvoir le secteur des industries de l'emballage et du conditionnement en Tunisie. Il est actif aussi bien sur le plan national qu'international et entretient d'étroites relations de coopération avec diverses institutions et organisations.

## Domaine d'application
Le PACKTEC offre des services techniques pour le compte de l’État tunisien et les entreprises d'emballage  :
- Design produit ;
- Laboratoires matériaux (papier et carton, métal, plastique et verre) ;
- Laboratoires emballages alimentaires ;
- Centre de logistique (emballages de transport et des matières dangereuses).